# Wolfgang Rüddenklau

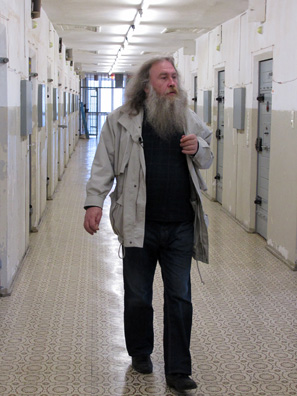
Wolfgang Rüddenklau 2011 in der Gedenkstätte Berlin-Hohenschönhausen

Wolfgang Rüddenklau (* 1. Mai 1953 in Erfurt) ist ein libertär-anarchistischer deutscher Journalist. Er war ein Aktivist der unabhängigen Umweltbewegung in der DDR.

## Leben
Rüddenklau, Sohn eines Pfarrers, verweigerte als Jugendlicher den Wehrdienst in der NVA und studierte Theologie am Sprachenkonvikt in Berlin. Nach Abbruch des Studiums absolvierte er eine Ausbildung als Kinder- und Jugendarbeiter im kirchlichen Dienst, wurde aber nach der Probezeit nicht übernommen und arbeitete fortan als Pförtner, Nachtwächter, Hausmeister und Friedhofsarbeiter.
Seit den frühen 1970er Jahren wurde Rüddenklau vom Ministerium für Staatssicherheit (MfS) überwacht. 1975 stellte er einen Antrag auf Ausreise in die Bundesrepublik, zog diesen jedoch nach der Bewilligung wieder zurück.
1983 war Rüddenklau Mitgründer des Friedens- und Umweltkreises der Pfarr- und Glaubenskirche in Berlin-Lichtenberg. In dieser Gruppe entstand 1985 der Plan zur Gründung einer Umwelt-Bibliothek; zum Initiativkreis gehörten neben Rüddenklau Christian Halbrock, Christine Müller, Barbara und Oliver Kämper, Christian Siegert, Rainer Gremmler und Petra Thüns. 1984 wurde er unter dem Vorwand krimineller Delikte in Berlin und Rüdersdorf inhaftiert. Im Frühjahr 1986 wurden dem Friedens- und Umweltkreis von der Gemeinde der Zionskirche in Berlin-Mitte Räumlichkeiten zur Verfügung gestellt, so dass dort am 2. September 1986 die Umwelt-Bibliothek gegründet werden konnte, die sich zum wichtigsten Informations- und Kommunikationszentrum der DDR-Opposition entwickeln sollte.
Rüddenklau, zu dieser Zeit auch Leiter der Männergruppe des Berliner Arbeitskreises „Homosexuelle Selbsthilfe“, konzentrierte sich ab 1987 auf die Autorentätigkeit für die Umweltblätter der Umwelt-Bibliothek, die 1989 in telegraph umbenannt wurden. Im November 1987 wurde Rüddenklau im Verlauf der Aktion „Falle“ der Staatssicherheit gegen das illegale Untergrundblatt Grenzfall beim Drucken der Umweltblätter verhaftet und in die Untersuchungshaftanstalt Berlin-Hohenschönhausen verbracht.
Das gegen ihn eingeleitete Ermittlungsverfahren wegen „staatsfeindlicher Gruppenbildung“ wurde aufgrund einer Ermittlungspanne und starker öffentlicher Proteste in der DDR und im Westen auf Anweisung der SED-Führung eingestellt und Rüddenklau drei Tage später wieder freigelassen. 1988 beteiligte er sich an den Protesten gegen den politisch motivierten Ausschluss mehrerer Schüler von der Carl-von-Ossietzky-Oberschule in Berlin-Pankow. Ein Jahr später protestierte er, zusammen mit anderen Bürgerrechtlern, gegen die Fälschung der Wahlergebnisse bei den DDR-Kommunalwahlen. 
In einem Bericht vom 1. Juni 1989 wird Wolfgang Rüddenklau vom Ministerium für Staatssicherheit der DDR zum „harten Kern“ seiner Gegner gezählt:

„Etwa 600 Personen sind den Führungsgremien zuzuordnen, während den sogen. harten Kern eine relativ kleine Zahl fanatischer, von sogen. Sendungsbewußtsein, persönlichem Geltungsdrang und politischer Profilierungssucht getriebener, vielfach unbelehrbarer Feinde des Sozialismus bildet. Dieser Kategorie zuzuordnen sind ca. 60 Personen, u. a. die Pfarrer EPPELMANN, TSCHICHE und WONNEBERGER sowie Gerd und Ulrike POPPE, Bärbel BOHLEY und Werner FISCHER; die Personen RÜDDENKLAU, SCHULT, Dr. KLEIN und LIETZ. Sie sind die maßgeblichen Inspiratoren/Organisatoren politischer Untergrundtätigkeit und bestimmen mit ihren Verbindungen im Inland, in das westliche Ausland und zu antisozialistischen Kräften in anderen sozialistischen Staaten die konkreten Inhalte der Feindtätigkeit personeller Zusammenschlüsse und deren überregionalen Aktionsradius.“

Im September 1990 organisierte Wolfgang Rüddenklau Mahnwachen für die Öffnung der Stasi-Archive. Seit der friedlichen Revolution in der DDR beteiligt sich Rüddenklau an erinnerungspolitischer Arbeit u. a. an der Gedenkstätte Hohenschönhausen und publiziert zu der historischen Aufarbeitung von Widerstand und Repression in der DDR. 1999 gab er zusammen mit Bernd Gehrke und Autoren aus verschiedenen Gruppen der ehemaligen Bürgerrechtsbewegungen einen Sammelband zur DDR-Opposition mit dem Titel „Das war doch nicht unsere Alternative“ heraus.
Im Oktober 2015 unterzeichnete Rüddenklau mit 46 anderen DDR-Bürgerrechtlern aus unterschiedlichen politischen Lagern den von Katrin Hattenhauer initiierten Offenen Brief an Bundeskanzlerin Angela Merkel, in dem es eingangs heißt: 

„Wir unterstützen Ihre Politik der offenen Grenzen. Wir unterstützen Ihre Flüchtlingspolitik und Ihren Einsatz um der Menschen willen. Mit größtem Respekt sehen wir Ihre feste Haltung zur Aufnahme asylsuchender Flüchtlinge bei uns in Deutschland […] 70 Jahre nach dem Holocaust öffnet Deutschland seine Grenzen und rettet Menschen aus Not und Tod.“

## Werke
- Wolfgang Rüddenklau (1992): Störenfried. Verlag BasisDruck, Berlin.
- Wolfgang Rüddenklau / Bernd Gehrke (1999): Das war doch nicht unsere Alternative. ISBN 3-89691-466-9
- Wolfgang Rüddenklau (1995): „Nur krank darfst Du nicht werden!“ Versuch einer Lokalisierung von Erinnerungen an alte Ostberliner Knäste
- Wolfgang Rüddenklau u. a. (1989): Wahlfall. Samisdatpublikation.